# Trempette à l'oignon

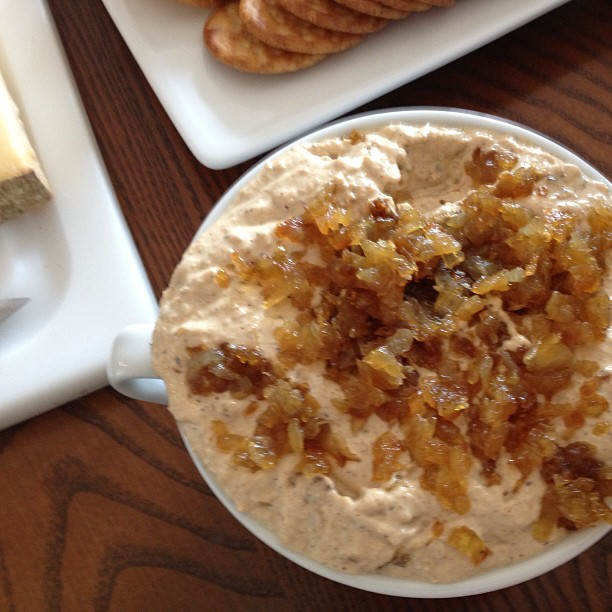
Une trempette à l'oignon.

La trempette à l'oignon ou trempette californienne est un plat typiquement américain consistant en une trempette faite d'une crème aromatisée à l'oignon haché, généralement servie avec des croustilles de pomme de terre.